# Osaka Bluteon
Gli Osaka Bluteon (大阪ブルテオン?) sono una società pallavolistica maschile giapponese, con sede a Hirakata: militano nel campionato del giapponese di SV.League; il club appartiene all'azienda Panasonic.

## Storia
I Matsushita Electric nascono nel 1952. Con la nascita della League giapponese, vengono iscritti immediatamente nella massima serie, dove si classificano al secondo posto nelle prime quattro edizioni. Questo filotto di secondi posti viene interrotto nella stagione 1971-72, quando diventano per la prima volta campioni nazionali. Dopo un altro secondo posto nel 1973 inizia un periodo di declino, che porta il club alla retrocessione in Business League nel 1975. Due anni però arriva la promozione nella massima serie, tuttavia il club non riesce a rivivere i fasti di un tempo, così nel corso degli anni ottanta ed degli anni novanta arrivano altre due retrocessioni seguite da altrettante promozioni e nel mezzo qualche sporadico terzo e quarto posto.
Dopo la promozione del 1992 il club cambia nome in Matsushita Electric Panasonic Panthers, modificato nuovamente nel 2006 in Panasonic Panthers, ed arrivano risultati discreti, soprattutto dopo il 2002, coronati dal secondo scudetto vinto nella stagione 2007-08. Seguono la doppia vittoria nella stagione 2009-10 scudetto e coppa nazionale; risultato ripetuto nel 2011-12.
Nel 2024, in seguito all'avvento della SV.League, cambiano ancora la propria denominazione, questa volta in Osaka Bluteon.

## Rosa 2024-2025
| N° | Nome               | Ruolo | Data di nascita  | Nazionalità sportiva |
| -- | ------------------ | ----- | ---------------- | -------------------- |
| 1  | Kunihiro Shimizu   | O     | 11 agosto 1986   | Giappone             |
| 3  | Shunsuke Nakamura  | P     | 7 marzo 1999     | Giappone             |
| 4  | Kotaro Kaneda      | C     | 14 giugno 2002   | Giappone             |
| 5  | Shoma Tomita       | S     | 20 giugno 1997   | Giappone             |
| 6  | Thomas Jaeschke    | S     | 4 settembre 1993 | Stati Uniti          |
| 8  | Kenyu Nakamoto     | S     | 21 novembre 1997 | Giappone             |
| 10 | Akihiro Yamauchi   | C     | 30 novembre 1993 | Giappone             |
| 11 | Yūji Nishida       | O     | 30 gennaio 2000  | Giappone             |
| 12 | Keita Takeuchi     | S     | 12 marzo 2003    | Giappone             |
| 13 | Tomohiro Yamamoto  | L     | 5 novembre 1994  | Giappone             |
| 16 | Kotaro Ikeshiro    | L     | 15 novembre 2001 | Giappone             |
| 18 | Hiroto Nishiyama   | S     | 4 marzo 2003     | Giappone             |
| 19 | Keitaro Nishikawa  | C     | 14 aprile 2000   | Giappone             |
| 21 | Motoki Eiro        | P     | 8 giugno 1996    | Giappone             |
| 22 | Yuichiro Komiya    | C     | 16 novembre 1992 | Giappone             |
| 23 | Larry Evbade-Dan   | C     | 18 agosto 2000   | Giappone             |
| 81 | Miguel Ángel López | S     | 25 marzo 1997    | Cuba                 |

## Palmarès
- Campionato giapponese: 7

1971-72, 2007-08, 2009-10, 2011-12, 2013-14, 2017-18, 2018-19
- Coppa dell'Imperatore: 5

2009, 2011, 2012, 2017, 2023
- Torneo Kurowashiki: 13

1964, 1966, 1968, 1969, 1973, 1981, 1998, 2008, 2009, 2010,
2012, 2014, 2018

## Denominazioni precedenti
- 1952-1992: Matsushita Electric
- 1992-2006: Matsushita Electric Panasonic Panthers
- 2006-2024: Panasonic Panthers